# 寨上街道
寨上街道，是中华人民共和国天津市滨海新区下辖的一个乡镇级行政单位。

## 行政区划
寨上街道下辖以下地区：
华阳里社区、建阳里社区、坨南里社区、铁坨里社区、惠阳里社区、平阳里社区、德阳里社区、东风里社区、新村里社区、朝阳花园社区、洒金坨村、大神堂村、小神堂村、蔡家堡村和土桥子村。